# Заозерье (Порховский район)
Заозерье — деревня в центральной части Порховского района Псковской области. Входит в состав сельского поселения «Туготинская волость».
Расположена в 12 км к юго-западу от города Порхов и в 5 км к югу от волостного центра Туготино.
Численность населения составляет 20 жителей (2000 год).
До 2005 года деревня входила в состав ныне упразднённой Зареченской волости с центром в д. Молочище.